# 鈴木功
鈴木 功（すずき いさお、1937年 - ）は、日本の録音技師。神奈川県出身。日本映画テレビ録音協会会員。

1980年より山田洋次監督「男はつらいよ」シリーズの録音技師となる。

## 概暦
1937年、神奈川県に生まれる。1956年に松竹に入社し、松竹大船撮影所で録音助手となる。

## 担当作品

### テレビ作品
- 『お嫁さん 第4シリーズ』（1968年）
- 『お嫁さん 第5シリーズ』（1968年 - 1969年）
- 『お嫁さん 第7シリーズ』（1969年 - 1970年）
- 『おれは男だ!』（1971年 - 1972年）
- 『太陽の涙』（1971年 - 1972年）
- 『岸壁の母』（1977年）
- 『鮮やかな完全犯罪』（1979年）

### 映画作品
- 『同棲時代 今日子と次郎』（1973年）
- 『超能力だよ全員集合!!』（1974年）
- 『ザ・ドリフターズの極楽はどこだ!!』（1974年）
- 『にっぽん美女物語 女の中の女』（1975年）
- 『やさぐれ刑事』（1976年）
- 『反逆の旅』（1976年）
- 『男はつらいよ 寅次郎ハイビスカスの花』（1980年）
- 『男はつらいよ 寅次郎かもめ歌』（1980年）
- 『男はつらいよ 浪花の恋の寅次郎』（1981年）
- 『シュンマオ物語 タオタオ』（1981年）
- 『男はつらいよ 寅次郎紙風船』（1981年）
- 『男はつらいよ 寅次郎あじさいの恋』（1982年）
- 『男はつらいよ 花も嵐も寅次郎』（1982年）
- 『男はつらいよ 旅と女と寅次郎』（1983年）
- 『男はつらいよ 口笛を吹く寅次郎』（1983年）
- 『男はつらいよ 夜霧にむせぶ寅次郎』（1984年）
- 『男はつらいよ 寅次郎真実一路』（1984年）
- 『男はつらいよ 寅次郎恋愛塾』（1985年）
- 『男はつらいよ 柴又より愛をこめて』（1985年）
- 『キネマの天地』（1986年）
- 『男はつらいよ 幸福の青い鳥』（1986年）
- 『男はつらいよ 知床慕情』（1987年）
- 『男はつらいよ 寅次郎物語』（1987年）
- 『ダウンタウンヒーローズ』（1988年）
- 『男はつらいよ 寅次郎サラダ記念日』（1988年）
- 『男はつらいよ 寅次郎心の旅路』（1989年）
- 『男はつらいよ ぼくの伯父さん』（1989年）
- 『男はつらいよ 寅次郎の休日』（1990年）
- 『息子』（1991年）
- 『男はつらいよ 寅次郎の告白』（1991年）
- 『男はつらいよ 寅次郎の青春』（1992年）
- 『学校』（1993年）
- 『男はつらいよ 寅次郎の縁談』（1993年）
- 『男はつらいよ 拝啓車寅次郎様』（1994年）
- 『男はつらいよ 寅次郎紅の花』（1995年）
- 『時の輝き』（1995年）、調音
- 『虹をつかむ男』（1996年）
- 『学校II』（1996年）
- 『男はつらいよ　寅次郎ハイビスカスの花　特別篇』（1997年）
- 『ホーム・スイートホーム』（2000年）
- 『新・雪国』（2002年）
- 『ホーム・スイートホーム2 日傘の来た道』（2003年）